# ツルナ
ツルナ（蔓菜、蕃杏、学名: Tetragonia tetragonioides）はハマミズナ科ツルナ属のつる性多年草。別名ハマヂシャ。多肉で海岸の砂地に生え、若い茎を摘んで食用にもされる。

## 名称
和名の由来は、茎がつる状に地面を這って伸びることから、蔓菜（つるな）とよばれている。
地方名はハマジシャ（浜萵苣）、ウミジシャ、ハマナ、イソナ、スナカブリなど。沖縄県ではハマホウレンソウやハマナの名で親しまれており、沖永良部島ではハマチシャとよぶ。
中国植物名は、蕃杏（ばんきょう）。ニュージーランドのマオリ人が食べていたことから、英語名は New Zealand spinach （ニュージーランド・スピニッチ）といい、「ニュージーランドのホウレンソウ」という意味がある。フランス語では tertragone comue （テトラゴン・コミュー）という。

## 分布・生育地

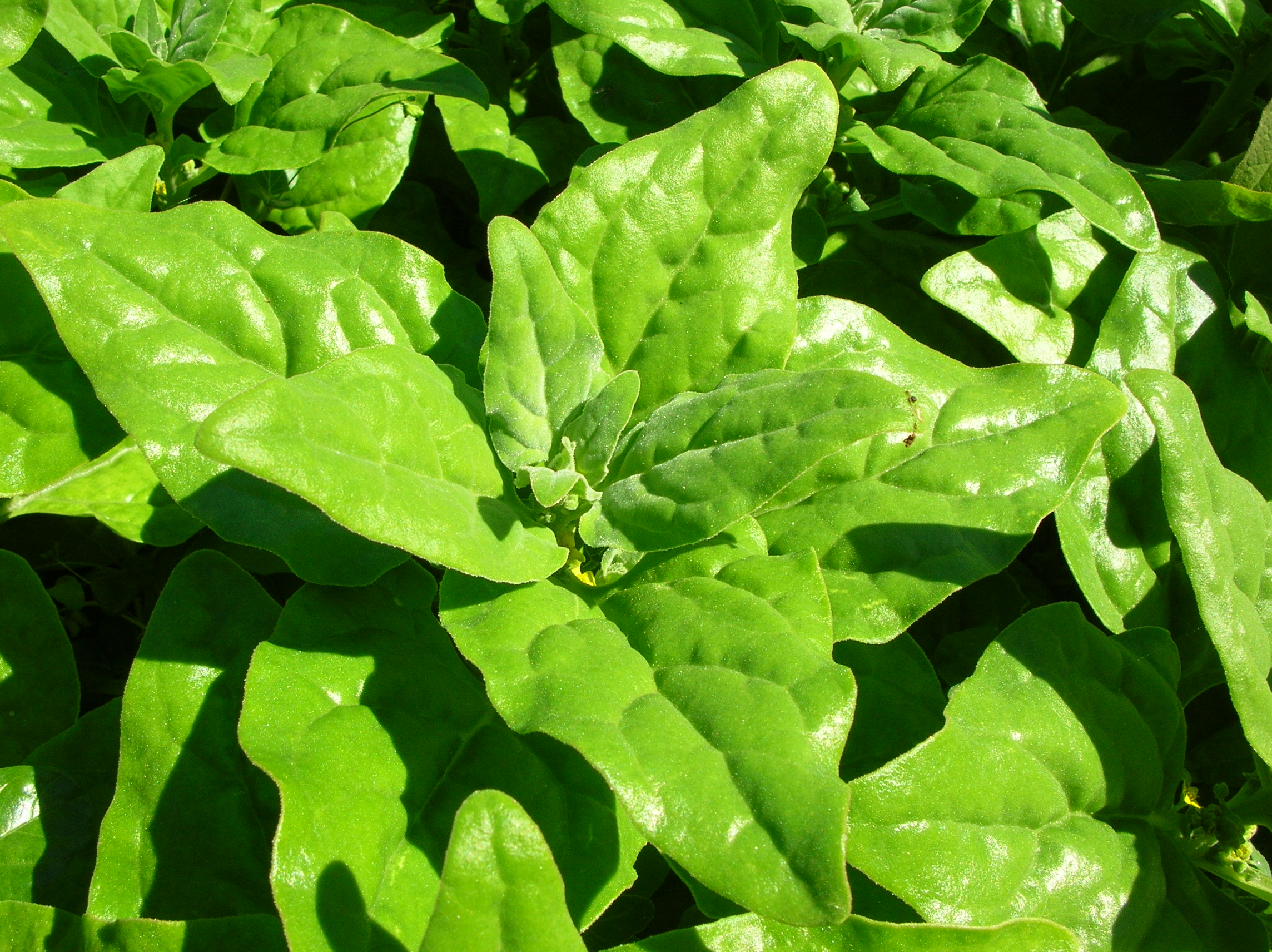
葉

原産地は日本、中国。主として太平洋沿岸（日本・中国の東アジア、オーストラリア・ニュージーランドのオセアニア、南米チリ）の熱帯から温帯の海岸に広く分布し、日本では北海道西南部・本州・四国・九州・沖縄に分布する。各地の海岸の砂地や礫地に群生して自生する。果実は、波に運ばれて海岸に打ち上げられて繁殖する。ヨーロッパでは野菜として栽培もされていて、日本でも戦前ごろまで家庭で自家栽培もされていた。

## 形態・生態
多年生の草本。茎は高さ20 - 60センチメートル (cm) で、よく分枝してつる状に伸びて下部は地面を這うように広がる。やがて、枝分かれして茎の上部が斜めに立ち上がるようになり、夏から秋にかけて高さ50 cm近くまで生長する。暖地では一年中枯れることがないが、春から初夏にかけてよく生長する。葉は長さ1 - 2 cmの葉柄がついて互生し、葉身は多肉で厚く、長さ4 - 7 cm、幅は3 - 4.5 cmで卵状三角形か菱形。茎葉は肉質で無毛、表面は細かい粒状突起に被われてざらつき、日が当たると白く輝いて見える。肉厚な葉は、触ると耳たぶくらいに軟らかい。
花期は春から秋まで（北半球で4 - 11月）。花は葉腋に1 - 2個つき、黄色い花が咲く。花は径数ミリメートル (mm) 、両性、子房下位で、花弁はなく、萼は4 - 5裂して開花すると萼片の内側が花弁のように黄色くなる。雄蕊は10本前後、花柱は4 - 6本。
果実は核果で倒卵形。萼に包まれた4 - 6個の固いとげ状の突起があり、一見するとヒシを小さくしたような形で、上部に萼片が残る。熟すと水に浮くため、海流散布する。核果を包む果皮は固く、実の中には白く腎形の種子が数個入っている。

## 栽培
葉を食用とするために栽培することがある。栽培は容易で、海岸などで野生しているものから種子を採取し、庭やプランターに蒔いて水やりすると、10日ほどで発芽する。基肥は堆肥、腐葉土などを1 - 2握り程度与え、土に混ぜる程度でよいとされる。
野生化した地方もあり、自生とされるものも一部は栽培から野生化した可能性がある。現代では食用としての栽培ではなく、グラウンドカバーとしても栽培される。

## 利用
新鮮な茎葉はクセのない味わいが好まれて食用される。水分約93%、たんぱく質2%、脂肪約0.3%、含水炭素約2%、ミネラル約1.7%のほか、粘質、葉緑素を含み、野菜として販売されることもある。粘質液は、皮膚の傷面や粘膜のただれ面につけると、外部から保護する薄い膜をつくり、腫れを引かせて治りを早める消炎作用がある。

### 食用
食材としての旬は7月から10月ごろまでといわれ、夏から秋にかけて若い葉と茎を摘み取って食用にする。一年中採取できるが、春から初夏が葉も厚くて大きく、やわらかい。野菜としては、先の尖った三角形に近い葉で、鮮やかな緑色をしたものが市場価値の高い良品とされる。葉は多肉質でざらついているが、クセがない味で食べやすい。
古くからニュージーランドのほか世界各地で食用にされており、日本の沖縄県と鹿児島県の奄美群島の一部でも食用にされている。ホウレンソウに似た味わいがあり、食べたときの食感や質感は、同じハマミズナ科のアイスプラントによく似ている。クセは少ないがシュウ酸を含むので、食べるには軽くゆでて水さらしすると食べやすくなり、スクランブルドエッグ、ポタージュなどの料理に活用される。日本では、軽くゆでて水にさらし、野菜としてごま和えや酢味噌和え、おひたしにすることが多いほか、炒め物や味噌汁などの汁の実、生のまま天ぷら、バター炒め、油炒め、煮びたしにもされる。
台湾では「蕃杏」や「豬母耳」の名で、野草の扱いであるが、食用にする時は卵入りのスープや炒め物にされることが多い。ブタの餌として与えることもある。
緑黄色野菜に分類され、栄養素はβ-カロテンやビタミンB2、ビタミンC、ビタミンKが豊富に含まれており、皮膚や粘膜を健康に保つ効果や免疫力を高める効果が期待されている。また、鉄分が特異的に多く含まれており、貧血予防に効果的といわれている。野菜としてはカリウム、マンガンも多いほうである。

### 薬用
花盛りの時期である5 - 10月ころに地上部の茎葉を花つきのまま刈り取り、粗刻みして日干し乾燥したものが生薬になり、蕃杏（ばんきょう）とよんでいる。胃炎や腸炎、胸焼けに効能があるといわれ、蕃杏1日量5 - 15グラムを約500 - 600ccの水で半量になるまでとろ火で見つめた煎じ汁を、食間3回に分けて服用する利用法が知られている。熱を冷ます薬草であることから、胃腸が冷えやすい人や妊婦への服用は、禁忌とされている。